# Esquema (matemàtiques)
En matemàtiques, un esquema  és un important concepte que unifica la geometria algebraica, l'àlgebra commutativa i la teoria de nombres. Els esquemes van ser introduïts per Alexander Grothendieck en la dècada de 1960 com la noció correcta de varietat algebraica sent vàlids en qualsevol anell. Per tant, avui dia els esquemes són l'objecte bàsic d'estudi de la geometria algebraica moderna.

## Definició
Un  esquema  és un espai localment anellat  (X, OX )  localment isomorf a un esquema afí, és a dir, per al qual existeix un recobriment per oberts Ui  tal que (Ui ,  OX |U i ) és isomorf, com a espai anellat, a (Spec (A), Â) on  A  és un anell commutatiu i Â és el seu feix de localitzacions.